# Santé en Roumanie

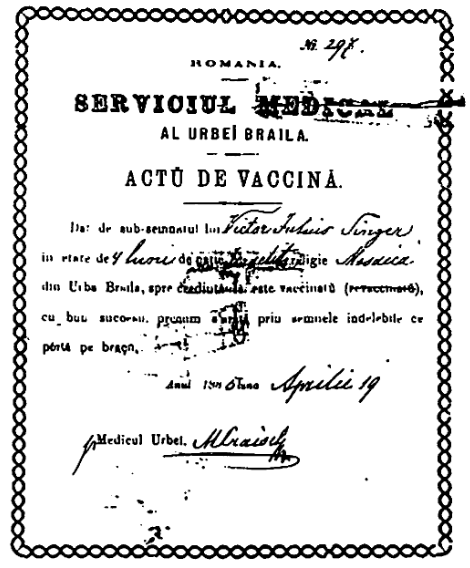
Acte de vaccination, Brăila, 1885.

La santé en Roumanie est affecté par des facteurs tels que les soins de santé universels, les facteurs de risque et la culture.

## Maladies
Les principales causes de décès en 2004 en Roumanie étaient les maladies cardiovasculaires (62%), suivies des cancers (17%), des maladies digestives (6%), des accidents, blessures et empoisonnements (5%) et des maladies respiratoires (5%). Les décès dus à des causes externes et aux maladies infectieuses et parasitaires sont plus fréquents en Roumanie (4 à 5 %) que dans les autres États membres de l'UE. On estime qu'un cinquième de la population totale de la Roumanie souffre d'une maladie transmissible ou chronique.
Il y avait 17 283 personnes atteintes de tuberculose en 2008. Le taux de mortalité est de 31,8 personnes pour 1 000 citoyens infectés. Certaines statistiques montrent que 30 000 personnes ont été infectées par la tuberculose en Roumanie, ce qui en fait le troisième taux le plus élevé parmi les pays d'Europe de l'Est.
Environ 3,7% de la population totale de la Roumanie est soit porteuse soit atteinte d'une hépatite.
Moins de 1% de la population totale de la Roumanie est porteuse ou infectée par le VIH. La cause la plus fréquente de contamination au VIH est le partage de seringues. Le premier cas de SIDA en Roumanie a été diagnostiqué en 1985, et en 1989 des cas ont été signalés chez des enfants. Entre 1985 et 2014, 19 906 cas et 6 540 décès ont été signalés soit 468 nouveaux cas par an.
La Roumanie avait le cinquième taux de mortalité le plus élevé d'Europe avec 691 pour 100 000 habitants, et le quatrième taux de mortalité par maladies transmissibles en 2015.

### Facteurs de risque
La Roumanie a des problèmes importants d'alcoolisme, de tabagisme et d'obésité.

## Sources et références
1. ↑  « Sfaturi Medicale – Bolile cele mai frecvente la români » [archive du 15 janvier 2012] (consulté le 2 juin 2017)
2. ↑  « The State of Health in Romania », RoNeonat
3. ↑  GHIDUL ARADEAN, « GHIDUL ARADEAN »
4. ↑  « TB epidemics in Romania » [archive du 10 mai 2008] (consulté le 2 juin 2017)
5. ↑  « Romania – cei mai multi bolnavi de TBC din UE Sanatate Cetatean UE : Integrare uniunea europeana stiri UE eveniment finantari aderare joburi – EurActiv.ro »
6. ↑  « blog myMED.ro »
7. ↑  « Eve of an HIV Epidemic in Romania » [archive du 11 septembre 2010], TIME.com, 20 septembre 2010
8. ↑  « HIV/SIDA in cifre » [archive du 10 décembre 2017], Stop Sida (consulté le 2 juin 2017)
9. ↑  Dana Lascu, « ALARMANT! Uite cu cât a crescut numărul persoanelor infectate cu HIV/SIDA din România! », Evenimentul Zilei, 23 septembre 2015
10. ↑  Dimitris Ballas, Danny Dorling et Benjamin Hennig, The Human Atlas of Europe, Bristol, Policy Press, 2017 (ISBN 9781447313540), p. 66
11. ↑  « State of Health in the EU România »